# Dombeya formosa
Dombeya formosa är en malvaväxtart som beskrevs av Le Péchon, Pausé. Dombeya formosa ingår i släktet Dombeya och familjen malvaväxter. Inga underarter finns listade i Catalogue of Life.